# وترة انتهائية
الوَتَرَة الانْتِهَاْئِيَة (بالإنجليزية: terminal web)‏ هي عبارة عن بنية خيطية توجد عند السطح القِمِّي للخلايا الظهارية الحاوية على الزُغَيْبات.
تتكون بصفة أساسية من خيوط الأكتين التي يثبتها السبكترين والذي يقوم أيضًا بتثبيت الوترة الانتهائية في غشاء الخلية القِميّة. ويساعد وجود الميوزين الثنائي والتروبوميوزين على توضيح قدرة الوترة الانتهائية على التقبُّض. فعند انقباضها، تُسبب الوترة الانتهائية انخفاضًا في قطر قمة الخلية، مما يُتسبب في تمدد الزُّغيبات المثبتة في الوترة الانتهائية من خلال ألياف الأكتين الصلبة. وهذا التمدد الخاص بالزغيبات يساعد الخلايا في الامتصاص.